# Zsebeháza
Zsebeháza ist eine ungarische Gemeinde im Kreis Csorna im Komitat Győr-Moson-Sopron. Von den Bewohnern gehören jeweils knapp ein Prozent zur Gruppe der Russinen, Serben und Ungarndeutschen.

## Geografische Lage
Zsebeháza liegt 39 Kilometer südwestlich des Komitatssitzes Győr und 12 Kilometer südwestlich der Kreisstadt Csorna. Nachbargemeinden sind Magyarkeresztúr, Szil und Páli.

## Geschichte
Im Jahr 1875 gab es im Ort eine Schule mit 34 Schülern und einem Lehrer. 1899 wurde bei einem Brand ein großer Teil des Ortes zerstört. 1913 gab es in der damaligen Kleingemeinde 67 Häuser und 348 Einwohner auf einer Fläche von 605  Katastraljochen. Sie gehörte zu dieser Zeit zum Bezirk Csorna im Komitat Sopron.

## Sehenswürdigkeiten
- Evangelische Kirche, erbaut 1951, der separate Glockenturm stammt aus dem Jahr 1817

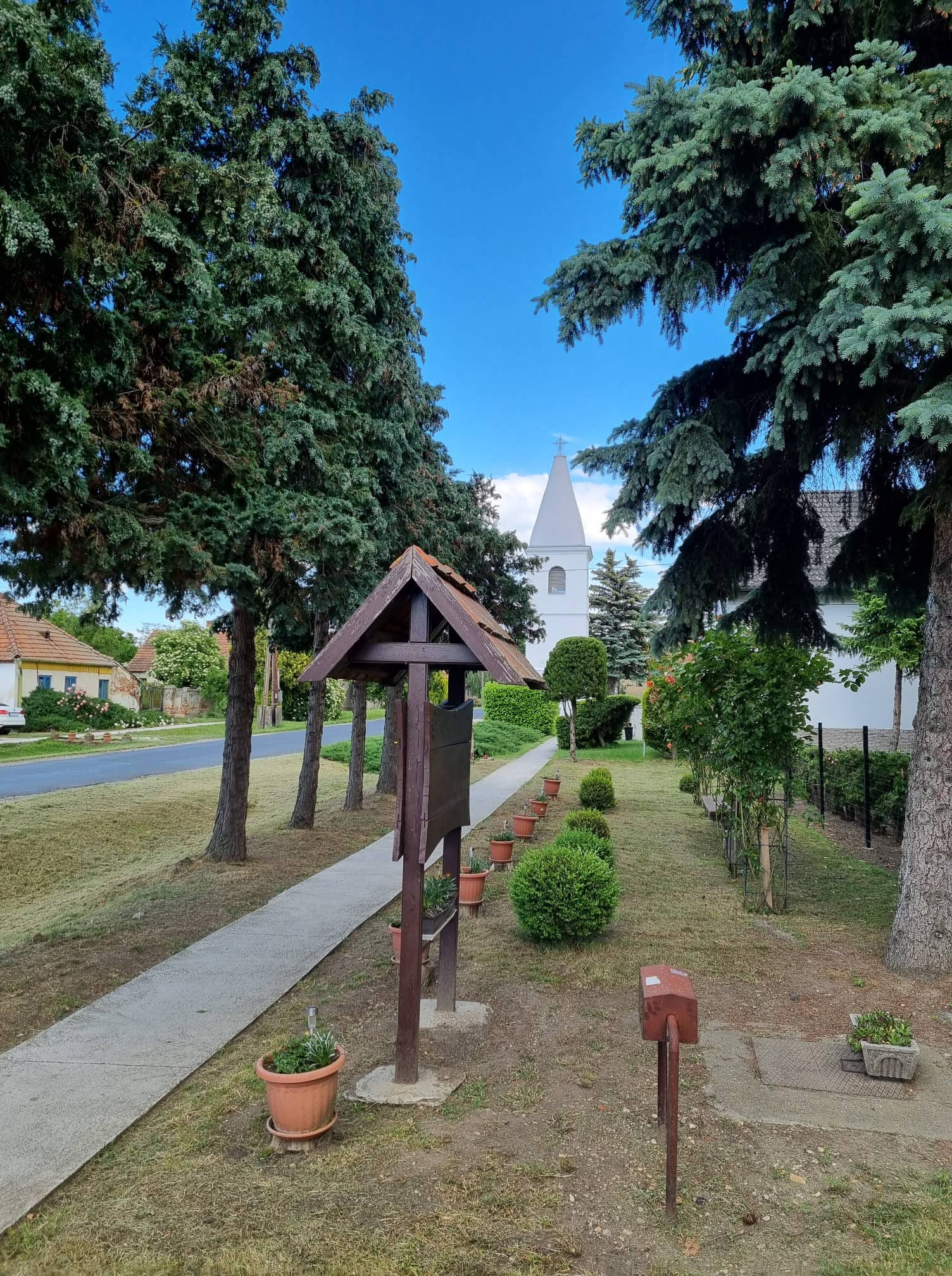
Blick auf den Glockenturm
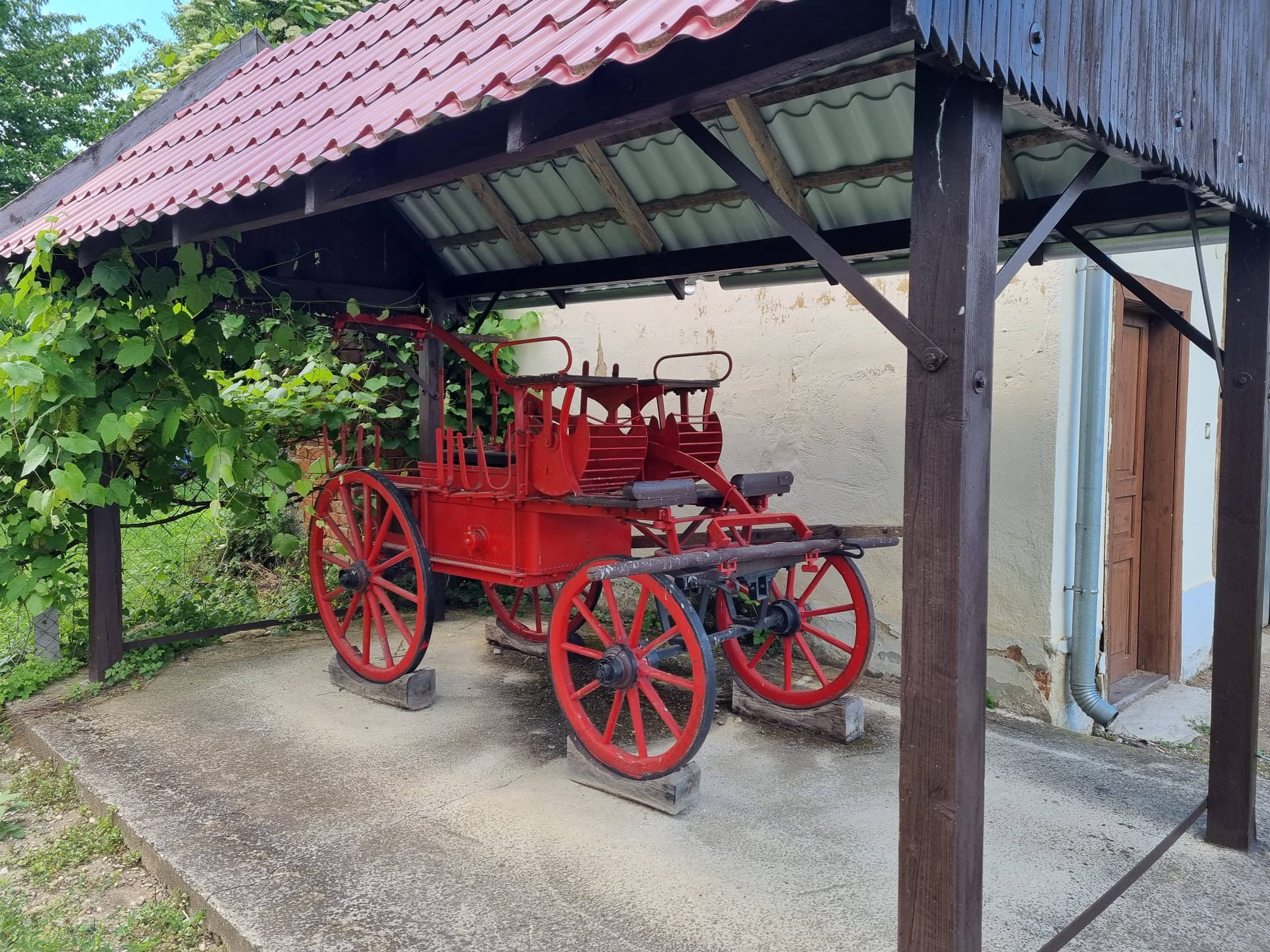
Alter Feuerwehrwagen aus dem Jahr 1889
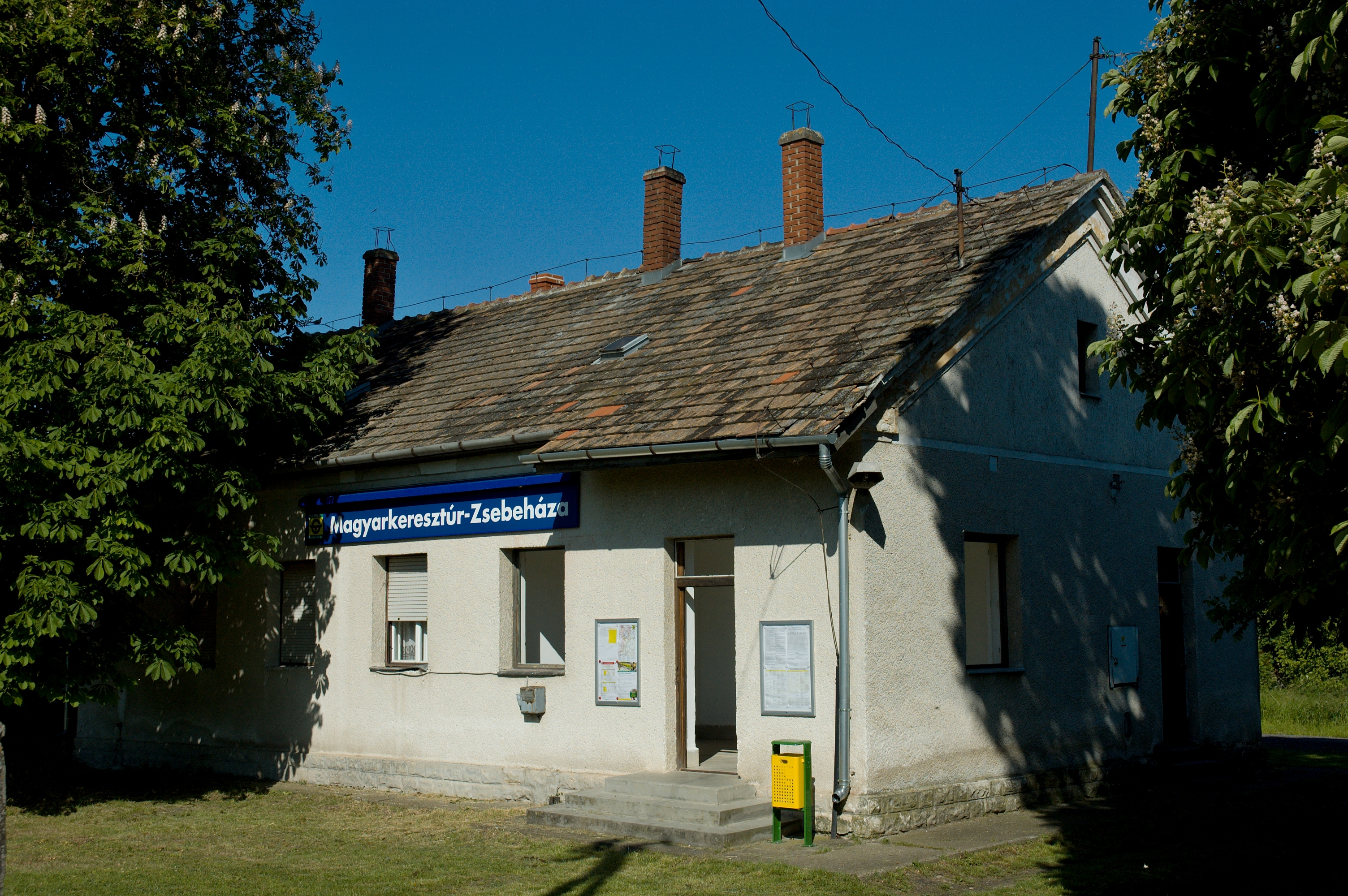
Bahnhofsgebäude Magyarkeresztúr-Zsebeháza

## Verkehr
Durch Zsebeháza verläuft die Landstraße Nr. 8605, westlich des Ortes die Autobahn M86. Der 1,8 Kilometer westlich gelegene Bahnhof Magyarkeresztúr-Zsebeháza ist angebunden an die Eisenbahnstrecke von Csorna nach Szombathely. Weiterhin  bestehen Busverbindungen über Páli nach Beled sowie über Szil, Sopronnémeti und Szilsárkány nach Csorna.